# Thorstein Eriksson
Thorstein Eriksson (Þorsteinn Eiríksson) was een zoon van Erik de Rode en broer van Leif Eriksson, Thorvald Eriksson en Freydís Eiríksdóttir. Hij leefde in de 10e eeuw.
Hij leidde met zijn vrouw Gudrid Thorbjarnardottir een expeditie van ongeveer 25 man van Groenland naar Amerika, naar een gebied dat de Vikingen Vinland (Wijnland) noemden. De hele zomer zwierven ze over zee om ten slotte weer op Groenland te stranden, waar Thorstein stierf.